# Charles Lederer
Pour les articles homonymes, voir Lederer.
Charles Lederer est un scénariste, réalisateur et producteur américain, né le 31 décembre 1910 à New York et mort le 5 mars 1976 à Los Angeles.

## Biographie
Né à New York, Charles Davies Lederer est le fils de deux figures importantes de la scène du théâtre américain : le producteur de Broadway George Lederer et la chanteuse Reine Davies (sœur de l'actrice Marion Davies). Il s'est marié une première fois avec Virginia Welles, l'ex-femme de l'acteur-réalisateur Orson Welles, puis avec l'actrice Anne Shirley.

## Filmographie partielle
Scénariste
- 1939 : Emporte mon cœur (Broadway Serenade) de Robert Z. Leonard
- 1947 : Mon loufoque de mari (Her Husband's Affairs) de S. Sylvan Simon
- 1958 : Le Tueur au visage d'ange (The Fiend Who Walked the West) de Gordon Douglas
- 1962 : Le Shérif de ces dames (Follow That Dream) de Gordon Douglas
- 1964 : Papa play-boy (A Global Affair) de Jack Arnold

Réalisateur
- 1942 : Fingers at the Window
- 1951 : On the Loose
- 1959 : Never Steal Anything Small